# José de Ledesma
José de Ledesma, pintor barroco español, discípulo de Carreño, según Antonio Palomino, fue natural de Castilla la Vieja y falleció en Madrid hacia 1670, antes de cumplir los cuarenta años; Ceán Bermúdez, aunque sin otra fuente de información que la proporcionada por Palomino, afirma que nació en Burgos en 1630.
Iniciado en la pintura en Burgos, se trasladó a Madrid donde completó su formación con Carreño, de quien según Ceán aprendió el gusto por el colorido. Palomino afirma que además de lo mucho que pintó para particulares, dejó en Madrid un retablo en un pilar de la iglesia del Colegio de Santo Tomás, con San Juan Bautista, la Trinidad en el ático y en la predela tres cuadritos con la Encarnación, San Francisco y Santo Domingo, que podría haberlos pintado Carreño, además de otro retablo en el convento de los Agustinos Recoletos, en la capilla del Santísimo Sacramento, con un Cristo difunto con las Marías y san Juan en el ático. 
Desaparecidos los dos conventos en el siglo XIX, no hay noticias del destino de las pinturas, que debían de ser notables y muy especialmente el Cristo muerto del que Palomino elogia el acierto en la ejecución del escorzo, pero mucho más Gregorio Mayáns y Siscar, quien tratando del escorzo de las extremidades de un cuerpo decía que es «habilidad en que sobresalieron Miguel Ángel Bonarrota, José de Ribera, José de Ledesma y algunos, aunque pocos», y más adelante, en el capítulo IX, De la invención: 

«La invención, o es propia, como la de Miguel Ángel Bonarrota, o loablemente extraña, como la de José de Ledesma, o ridículamente caprichosa, como la que refiere Claudiano (...) o extravagantemente ingeniosa y maravillosa, como la de Gerónimo Bosco».

El conde de Harrach, Ferdinand Bonaventura I, embajador del emperador Leopoldo I en la corte de Carlos II, al dejar su puesto en Madrid a mediados de diciembre de 1698, llevó con él a Viena, entre otras obras de arte, 36 cuadros de maestros españoles que forman actualmente uno de los núcleos de la Colección Harrach y, entre ellos, un Cristo en la tumba de Ledesma, que podría ser una copia o una versión del anterior, descrito por el conde en su diario: «Nuestro Señor en el sepulcro, algunos ángeles mayores y minores e intrambos, las dos amor algunas flores y todo en un tapiz de Joseph Ledesma».